# Franziska Buch
Franziska Buch (Stuttgart, 15 de noviembre de 1960) es una directora de cine y guionista alemana. Su trabajo se centra en temas relacionados con la infancia y la juventud. El tema principal en casi todas sus películas es la crisis familiar, mostrada desde la perspectiva infantil. Franziska Buch es conocida principalmente por la película Emil and the Detectives (2001). Además, se desempeña como profesora en la Academia de Cine de Ludwigsburg desde 1996.

## Filmografía

### Como directora
- 1987: Die Ordnung der Dinge
- 1991-1993: Durst
- 1994: Mein Herz - Niemandem
- 2000/2001: Emil and the Detectives
- 2003: Unsere Mutter ist halt anders
- 2003/2004: Bibi Blocksberg und das Geheimnis der blauen Eulen
- 2007: Angsthasen
- 2009/2010: Hier kommt Lola!
- 2010: Rosannas Tochter
- 2011-2013: Adieu Paris
- 2012: Yoko
- 2015 : Káthe Kruse